# Bolek Tempowski
Boleslaw Tempowski était un footballeur français d'origine polonaise, né le 31 mai 1921 à Dombrowa en Pologne et mort le 5 décembre 2008 à Nîmes (Gard). Il a joué comme inter-droit à Valenciennes et Lille.

## Biographie
Né en Pologne et arrivé dans le nord de la France en 1927, Bolek Tempowski commence sa carrière de footballeur pro en 1938 à Valenciennes où il côtoie l'avant-centre René Bihel. Il fait ensuite une brillante carrière avec la Grande équipe de Lille d'après-guerre. Il est Champion de France en 1946, participe à trois des finales de Coupe de France victorieuses des lillois en 1946, 1947 et 1948. Entre-temps, il est international le 3 mai 1947 lors d'un match amical contre l'Angleterre.
Mais une fracture de la jambe compromet la fin de sa carrière. Il part à Strasbourg en 1951, puis Montpellier en 1952, sans jamais retrouver son niveau de jeu d'après-guerre. Il finit sa carrière au Stade Guyotville en Algérie.
Plus tard, Bolek Tempowki a entraîné l'équipe de l'Iris Club de Lambersart dans les années 1960, le R.C.Lons-le-Saunier (Honneur Franche-Comté) de 1969 à 1971, l'US Tavaux-Damparis (Division 3) en 1971-1972. Il rejoint ensuite l'encadrement de l'US Valenciennes-Anzin (Division 1) de 1979 à 1983.

## Carrière
- 1938-?: US Valenciennes-Anzin 	 ( France)
- ?-1943: SC Fives ( France)
- 1943-1944 : Équipe fédérale Lille-Flandres ( France)
- 1944-1945 : US Valenciennes-Anzin 	 ( France)
- 1945-1951 : Lille OSC ( France)
- 1951-1952 : RC Strasbourg ( France)
- 1952-1954 : SO Montpellier ( France)

## Palmarès
- International français en 1947 (1 sélection)
- Champion de France D1 en 1946 avec Lille OSC
- Vice-Champion de France D1 en 1948, 1949, 1950 et 1951 avec Lille OSC
- Vainqueur de la Coupe de France 1946, 1947 et 1948 avec Lille OSC
- Finaliste de la Coupe de France 1949 avec Lille OSC (ne jouant pas la finale)
- Finaliste de la Coupe Latine en 1951 avec le Lille OSC

## Sources
- Collectif, Le football à l'U.S.V.A. de 1933 à 1960, Editions Nord-Publicité, Valenciennes, 1960.
- Marc Barreaud, Dictionnaire des footballeurs étrangers du championnat professionnel français (1932-1997), l'Harmattan, 1997. cf. la fiche du joueur page 212.